# Алфаданга
Алфаданга (бенг. আলফাডাঙা, англ. Alfadanga) — город в центральной части Бангладеш, административный центр одноимённого подокруга. Площадь города равна 4,39 км². По данным переписи 2001 года, в городе проживало 4796 человек, из которых мужчины составляли 51,06 %, женщины — соответственно 48,94 %. Плотность населения равнялась 1092 чел. на 1 км². Уровень грамотности населения составлял 39,2 % (при среднем по Бангладеш показателе 43,1 %).